# 萨维诺·阿拉纳
萨维诺·阿拉纳·戈伊里（1865年1月26日—1903年11月25日）是西班牙巴斯克地区出身的作家和巴斯克民族主义党（PNV）的创始人，被人们尊称为“巴斯克民族主義之父”。

## 背景
历史上，西班牙帝国对巴斯克地区长期实行一种名为“福埃罗斯”的特惠制度，这种制度让巴斯克人在贸易、税收及军事方面保持着高度的自主和特权。在卡洛斯战争之后，巴斯克卡洛斯主义者失败，福埃罗斯制度随之被废除。之后西班牙又开始推行同化政策，这刺激了巴斯克民族分离主义的产生与发展。

## 生平

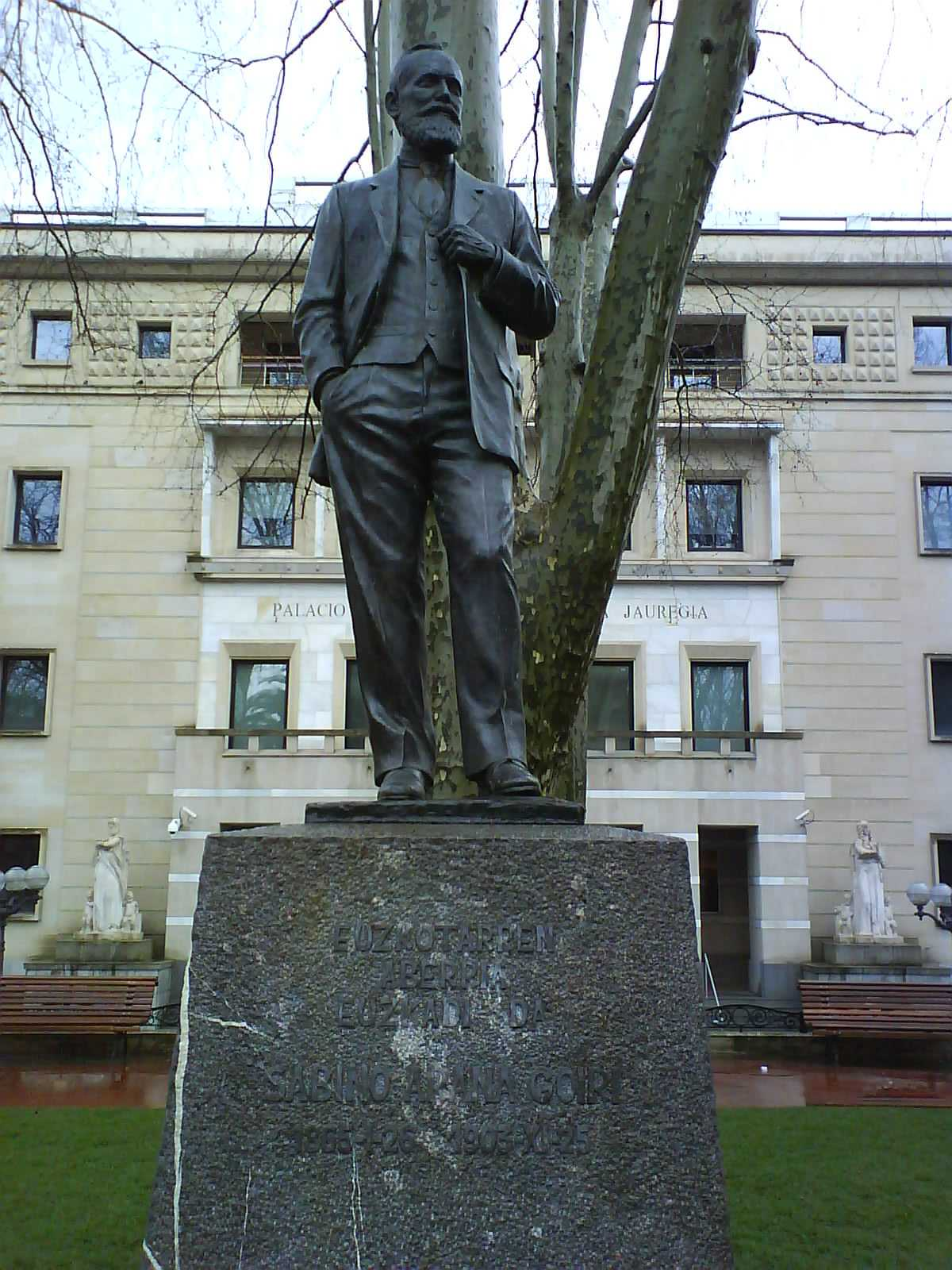
位于毕尔巴鄂市阿萬多区的雕像

1865年1月26日出生于毕尔巴鄂阿萬多教区。父母都是天主教徒和卡洛斯主义者。他在家中排行第八，也是最小的一个。高中在比斯开耶稣会学校读书。
1883年，父亲去世，阿拉纳随家人搬到了巴塞罗那，随后进入法律和哲学院（现属巴塞罗那大学）学习。在大学期间，他经常逃课，大部分的时间在自己钻研巴斯克语及其历史，期间也受到了加泰罗尼亚民族主义运动的影响。1888年，母亲不幸去世，他放弃学业，回到了比斯开。在巴塞罗那的这段时间里，他还接触了大量关于传统主义和天主教主义的作品。
1892年，他出版了《比斯开为了她的独立：四片荣耀之地》一书。该著作包含四部巴斯克人历史上与卡斯蒂利亚王国战斗的神话传说故事，构成了巴斯克民族想象的基础，是巴斯克民族主义的根源。1893年6月，他在毕尔巴鄂拉拉萨瓦尔（Larrazábal）农庄发表演讲，讲述了西班牙对比斯开的屈辱历史，定义了巴斯克民族主义的几点基本原则。他把西班牙语当作“外语”，并对自己此时此刻正在用西班牙语讲话而致歉。在演讲最后，他大声鼓动听众：
|  | ¡Viva la independencia de Bizcaya! 比斯开独立万岁！ |

同年7月31日，阿拉纳创立了“比斯开第一区域会”组织，即巴斯克民族主义党的前身，该党成为后来巴斯克民族主义运动的领导力量。他还开设了相关报纸和俱乐部。1895年，报社因宣扬独立思想而遭到了马德里中央政府的取缔。
1900年2月2日与尼古拉萨结婚。1903年11月25日因愛迪生氏病在比斯开去世，年仅38岁。

## 影响

### 巴斯克旗帜

巴斯克旗帜（ikurriña）由阿拉纳兄弟共同设计

阿拉纳为未来的巴斯克国设计了国旗，也是如今巴斯克自治区的区旗。旗帜为红底，上有两个相交叉的十字架和徽章，寓意为巴斯克国家由七省组成：四个在西班牙：阿拉瓦省、吉普斯夸省、比斯开省和纳瓦拉（西）；三个在法国：拉布尔省、苏里省和纳瓦拉（法）。他主张这七个省在自愿的基础上组成统一的联邦制国家，同时任何一个省享有与其他省分离的自由。

### 阿拉纳主义
阿拉纳主义（aranismo）强调种族主义、独立主义和天主教教义，并认为它们是民族主义的基础。阿拉纳将其思想总结为党的口号——“上帝与旧法”（Jaun-Goikua eta Lagi Zarra）。“上帝”指巴斯克人信奉的天主教；旧法律指“福埃罗斯”特惠制。阿拉纳对民族主义思想的认识与19世纪欧洲主流的中央集权、资本主义和民族自由主義思想相差巨大。阿拉纳主义深刻地影响了巴斯克民族主义的发展。

### 巴斯克语标准化
阿拉纳为巴斯克语制定了正书法，为保持语言的纯净化，他剔除了许多与西班牙语有关的字母和发音。

### 埃塔
成立于1958年的埃塔（ETA）组织将阿拉纳推崇为巴斯克人的殉难者，并自称为阿拉纳遗志的继承者。埃塔将其“民族解放斗争”定义为社会斗争，把他们的“革命”解释为殖民地反对宗主国的斗争。